# Мюнхвайлер-на-Клингбахе
Мюнхвайлер-на-Клингбахе (нем. Münchweiler am Klingbach) — община в Германии, в земле Рейнланд-Пфальц. 
Входит в состав района Южный Вайнштрассе. Подчиняется управлению Аннвайлер ам Трифельс.  Население составляет 207 человек (на 31 декабря 2010 года). Занимает площадь 2,14 км².